# Ceratocuma cyrtum
Ceratocuma cyrtum är en kräftdjursart som beskrevs av Bishop 1980. Ceratocuma cyrtum ingår i släktet Ceratocuma och familjen Ceratocumatidae.
Artens utbredningsområde är Biscayabukten. Inga underarter finns listade i Catalogue of Life.